# Decisions
«Decisions» —en español: «Decisiones»— es una canción interpretada por el DJ y cantante israelí Borgore con la colaboración de Miley Cyrus, compuesta y producida por Borgore, e incluida en su duodécimo EP, Decisions de 2012. Fue compuesta a manera de canción Dubstep y Electro house y la letra hace referencia a la relación sentimental entre Borgore y la actriz porno Jessie Andrews.  Mientras tanto, el videoclip de la canción, dirigido por Christian Lamb, y estrenado el 1 de noviembre de 2012 en el canal oficial del cantante en YouTube. El vídeo recibió críticas positivas por parte de MTV y Rolling Stone. El rendimiento comercial le otorgó al intérprete el puesto trece en la lista Top 100 Dance Songs de Luxemburgo durante una semana.

## Antecedentes

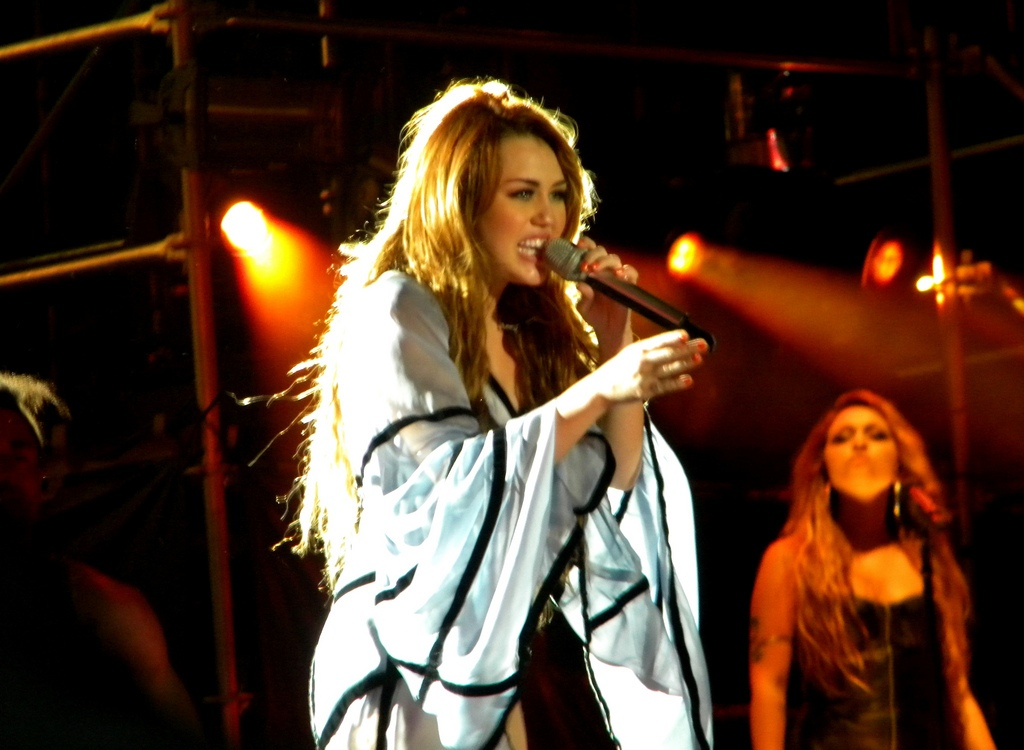
Miley Cyrus colaboró en la canción.

Rolling Stone realizó una entrevista al DJ Borgore donde comento que la canción «Decisions» estaba inspirada en la relación que hubo entre el y la actriz pornográfica Jessie Andrews ese mismo año. Borgore comento: «cuando ella apareció en el set, por supuesto, la inspiración de la pista fue al instante».
Andrews dijo en una entrevista a MTV News: «No se supone que debía estar en el vídeo. Necesitaban más chicas, y estaban como, ¡ella! ¡ella debe estar! Y yo estaba como, ¡No, porque la canción es acerca de mí!». MTV escribió que Andrews terminó cediendo, pero cuando llegó al set alrededor de las 2 a. m., Cyrus había terminado de filmar sus escenas así que nunca se vieron.
Borgore no conocía a Cyrus antes de grabar las voces para "Decisions", dijo Andrews para MTV, y él estaba tan sorprendido como los admiradores de Miley cuando ella terminó en la canción. «"Él sólo escribió la canción como sencillo para él, y no sabía que Miley iba a estar en ella hasta después del hecho"», reveló. «"Ellos querían poner a una chica vocal en la canción, pero no sabía quién. Ambos son de la misma administración, por lo que decidió que sería bueno. Y se lo propuso a Miley y le gustó. Fue realmente aleatoria, porque él había sacado el sencillo y todo, y nadie sabía quién colaboraba y entonces, un día, Miley tuiteó que ella participaba en la canción. Y él estaba como, "No sé si esto es bueno o malo [...] ahora que está grabado el vídeo musical creo que es bueno"».

## Vídeo musical

### Filmación
El vídeo musical de «Decisions» fue filmado durante el mes de octubre de 2012 fue producido por Kelly Osbourne y dirigido por Christian Lamb, quien ha trabajado con otros artistas como Madonna. El vídeo musical fue grabado en el Hotel Roosevelt de Los Ángeles, California y contó con la colaboración de algunos artistas como el actor Liam Hemsworth y la actriz porno Jessie Andrews.

### Lanzamiento
Durante varias semanas el DJ Borgore publicó en su cuenta de Twitter y Facebook diversas fotografías donde aparecían tomas del vídeo musical, además Miley Cyrus había publicado anteriormente algunas fotos donde aparecía con una cabeza de unicornio. El vídeo originalmente fue programado para ser lanzado el 28 de octubre de 2012, pero por razones desconocidas fue publicado cuatro días después en la cuenta oficial de Borgore.
Un día antes del lanzamiento mundial del vídeo la revista Rolling Stone publicó el detrás de cámaras del vídeo, y comentó: 

«Borgore pone bastante desordenado su nuevo vídeo para «Decisions», teniendo como colaborador a Miley Cyrus en una guerra de pastel. Filmado en Madhouse Beacher en Los Ángeles, «Decisions» trata de acuerdo a Borgore sobre: "Cuántas perras aman el pastel". Pero también se trata de la interpretación de "llegar a ser exitoso, o ... la forma de ver, o porque tienes dinero", que tiene que ver con el "pastel"».
Rolling Stone

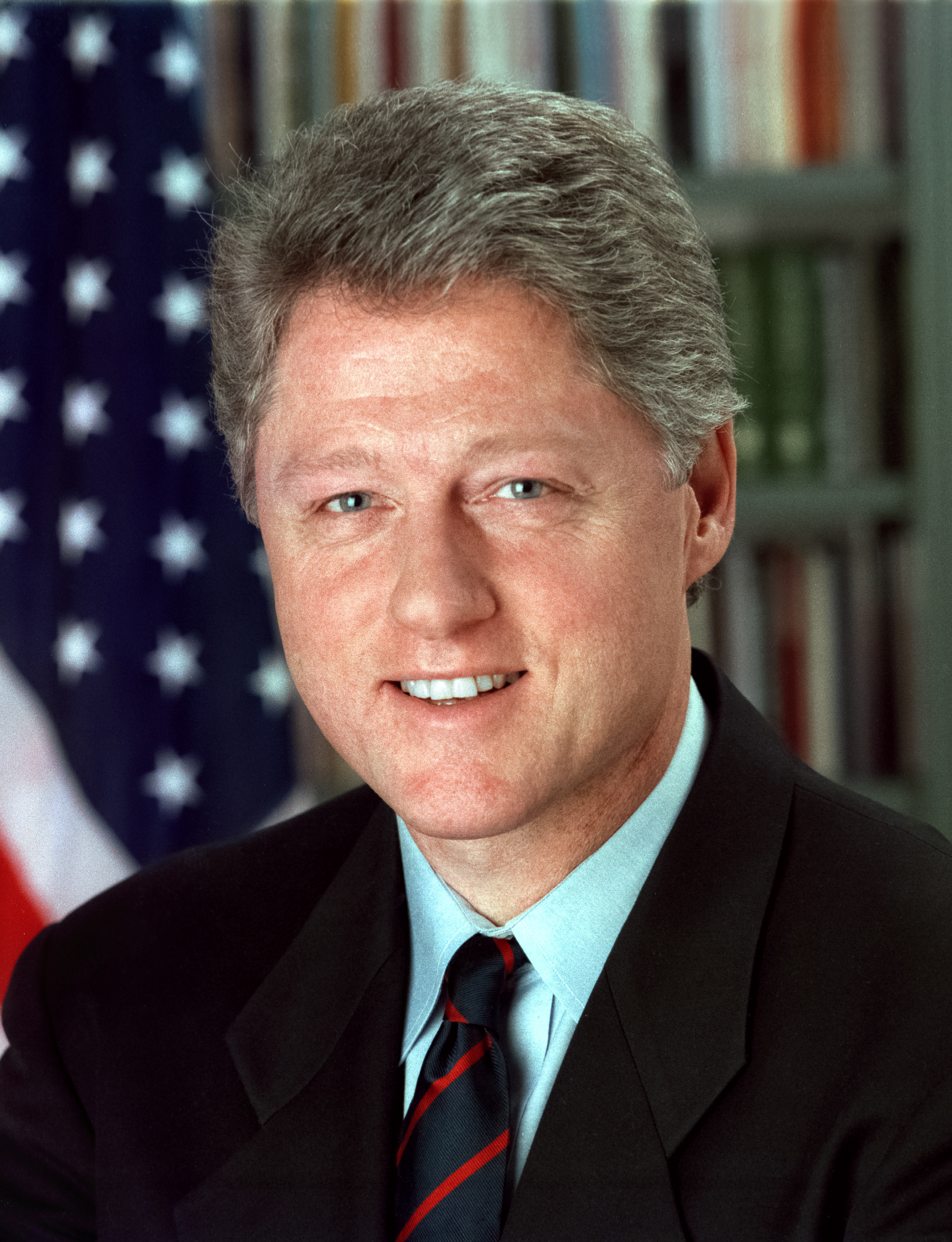
En el vídeo musical aparece un pastel con la cara de Bill Clinton.

El vídeo oficial fue publicado el 1 de noviembre de 2012, alrededor de las 4:00 p. m. hora de Los Ángeles, en la cuenta oficial de YouTube de Borgore. La revista Rolling Stone publicó en su página el vídeo musical y comentó:

«Ayer les dimos un vistazo tras bambalinas de la realización de "Decisions", el nuevo vídeo de Borgore [...] con la voz invitada de Miley Cyrus. Ahora usted puede checar el vídeoclip completo, en el cual se encuentra el DJ cargado con un pastel gigante para un evento elegante donde hay pasteles (uno de ellos con un retrato bastante impresionante de Bill Clinton), que los asistentes a la fiesta inmediatamente se lanzan el uno al otro [...]"».
Rolling Stone

## Recepción

### Comentarios de la crítica

El video musical fue criticado positivamente por Rolling Stone.

La canción recibió en general comentarios positivos por parte de los críticos de música contemporánea. El sitio web Cambio.com comentó que la canción «vale la pena escuchar sólo por la singularidad absoluta de la canción». MTV en su sitio web dio una revisión positiva de la canción diciendo que «la voz de Miley no es prominente, pero todavía estamos encantados (obviamente) y creo que su voz añade un elemento fresco de exuberancia melódica a la canción».
En cuanto al vídeo musical, fue recibido positivamente, pero causó polémica entre los fanes de Miley Cyrus y los críticos. La página web de Univisión comento: «El lanzamiento del vídeo Decisions ha causado polémica por juntar en la pantalla  la ex princesa de Disney Miley Cyrus y a la actriz pornográfica Jessie Andrews».
La polémica aumento con el anuncio de Martin Ellison, director de medios de la industria de cinematografía pornográfica del sitio sex.com, quien reveló sus intenciones de regrabar el video Decisions, en un tono más erótico. Ellison ofreció a Miley Cyrus la cantidad de 1 millón de dólares a cambio de salir en un vídeo con la actriz Jessie Andrews según informó el mánager de Cyrus.

## Formatos y remezclas
- Descarga digital

| Decisions (Deluxe Edition) [Remixes] - EP |                                    |          |  |
| N.º                                       | Título                             | Duración |  |
| 1.                                        | «Decisions» (Original)             | 3:13     |  |
| 2.                                        | «Decisions» (Original Dub Mix)     | 3:05     |  |
| 3.                                        | «Decisions» (Cedric Gervais Remix) | 5:46     |  |
| 4.                                        | «Decisions» (Dead Audio Remix)     | 4:12     |  |
| 5.                                        | «Decisions» (Thomas Sagstad Remix) | 5:30     |  |

| Decisions - EP - |                                    |          |  |
| N.º              | Título                             | Duración |  |
| 1.               | «Decisions» (Original)             | 3:18     |  |
| 2.               | «Decisions» (Document One Remix)   | 6:00     |  |
| 3.               | «Decisions» (Thomas Sagstad Remix) | 5:30     |  |
| 4.               | «Decisions» (Cedric Gervais Remix) | 5:46     |  |
| 5.               | «Decisions» (Dead Audio Remix)     | 4:12     |  |

## Créditos
Créditos adaptados a partir de las notas de Decisions EP.
- Borgore – voz, compositor, productor, mezcla
- Miley Cyrus – voz
- Cedric Gervais – productor, mezcla
- Dead Audio – productor, mezcla